# Clase Deutschland (1933)
La Clase Deutschland fue una serie de tres Panzerschiffe ("buques blindados"), una forma de crucero fuertemente blindado, construidos en la República de Weimar para la Reichsmarine oficialmente según las restricciones del Tratado de Versalles. La clase, compuesta por los buques Deutschland, Admiral Scheer, y Admiral Graf Spee, todos ellos con un desplazamiento estándar declarado de 10 000 toneladas largas (10 160 t) según lo especificado en el tratado, sin embargo realmente tenían un desplazamiento estándar de entre 10 600 y 12 340 toneladas largas (10 770 a 12 540 t). Aunque violaban las limitaciones de peso, el diseño de los buques incorporaba varias innovaciones radicales para ahorrar peso. Fueron los primeros buques principales en utilizar extensamente el procedimiento de soldadura para la construcción del casco en vez de los habituales remaches y en utilizar una propulsión totalmente compuesta por motores diésel. Debido a su pesado armamento principal de seis cañones de 280 mm, la prensa británica comenzó a referirse a los buques como pocket battleships (traducido al castellano como acorazados de bolsillo). La clase Deutschland fue inicialmente clasificados por la Reichsmarine como Panzerschiffe o "buques blindados", pero la Kriegsmarine los reclasificó como cruceros pesados en 1940.
Los tres buques fueron construidos entre 1929 y 1936 por Deutsche Werke y Reichsmarinewerft en Kiel y Wilhelmshaven respectivamente. Los tres sirvieron en el Plan de Control Naval durante guerra civil española. Tras el ataque al Deutschland por parte de bombarderos republicanos, en respuesta el Admiral Scheer bombardeó el puerto de Almería. En 1937, el Admiral Graf Spee representó a Alemania en la revista naval por la coronación de Jorge VI. Durante el resto de su vida operativa en periodo de paz, los tres buques realizaron maniobras en el Atlántico y visitaron numerosos puertos en visitas de buena voluntad.
Antes del inicio de la Segunda Guerra Mundial el Deutschland y el Admiral Graf Spee fueron desplegados en el Atlántico en posición de atacar el tráfico mercante una vez que empezara la guerra. El Admiral Scheer permaneció en puerto para un periodo de mantenimiento programado. El Deutschland no tuvo demasiado éxito capturando o hundiendo solo tres buques. Retornó a Alemania donde fue renombrado Lützow. El Admiral Graf Spee hundió nueve buques en el Atlántico Sur antes de enfrentarse a tres cruceros británicos en la batalla del Río de la Plata. Aunque dañó gravemente a los buques británicos, sufrió daños y sus máquinas estaban en malas condiciones. Esto junto a falsos informes de inteligencia acerca de la llegada de refuerzos británicos, hicieron que su comandante Hans Langsdorff, decidiera echar a pique el buque frente a Montevideo.
El Lützow y el Admiral Scheer fueron desplegados en Noruega en 1942 para atacar a los convoyes que se dirigian hacia la Unión Soviética. El Admiral Scheer participó en la Operación Wunderland en agosto de 1942; esta fue una incursión en el mar de Kara para atacar a los mercantes soviéticos, que concluyó sin éxitos significativos. El Lützow participó en la batalla del mar de Barents en diciembre de 1942, un fallido intento de destruir un convoy. Ambos buques fueron dañados en el curso de su despliegue en Noruega y retornaron a Alemania para reparaciones. Finalizaron sus carreras bombardeando los avances soviéticos en el frente oriental; ambos buques fueron destruidos por bombardeos británicos al final de la guerra. El Lützow fue reflotado y hundido como objetivo en unas prácticas militares por la armada soviética mientras que el Admiral Scheer fue parcialmente desguazado in situ, dejando el resto del casco en el lugar.

## Desarrollo
Tras la derrota alemana en la Primera Guerra Mundial, tanto el tamaño como las capacidades de la Armada Alemana, renombrada Reichsmarine, fueron limitadas por el Tratado de Versalles. Se le permitió mantener activa una fuerza compuesta por seis acorazados pre-dreadnought y seis cruceros ligeros. Dichos buques no podían ser reemplazados hasta que cumplieran veinte años en servicio. Para reemplazar a los acorazados los nuevos buques debían tener un desplazamiento estándar máximo de 10 000 toneladas largas.
Las potencias rivales de Alemania, en ese momento, tenían un límite de desplazamiento estándar fijado por el Tratado naval de Washington y otros acuerdos posteriores. Dicho límite estaba establecido en 35 000 toneladas largas. El calibre de los cañones no estaba establecido en el tratado de Versalles, aunque la comisión de control interaliada (NIACC) tenía autoridad para regular el armamento de los nuevos buques de guerra. Los aliados, asumían que con dichas limitaciones, Alemania únicamente podría desplegar buques de defensa costera, similares a los utilizados por las armadas escandinavas.
El viejo acorazado de la Reichsmarine, Preußen, fue puesto en grada en 1902 y podría ser reemplazado legalmente a partir de 1922. Los estudios sobre el diseño comenzaron en 1920, con dos opciones básicas: La armada podría construir buques fuertemente blindados y armados pero lentos y pequeños, similares a monitores o grandes y rápidos y ligeramente blindados, similares a crucero. El diseño real de los buques, comenzó en 1923, pero el colapso de la economía alemana de 1924, forzó a detener temporalmente los trabajos. El almirante Hans Zenker, comandante en jefe de la Reichsmarine, presionó para reanudar los trabajos en 1925. En su retoma, se añadieron tres nuevas propuestas adicionales a las presentadas en 1923, totalizando cinco.
De las dos primeras, el "I/10"; un crucero con una velocidad de 32 nudos armado con ocho cañones de 205 mm sería la favorita, mientras que la "II/10" era una propuesta hecha para un buque pesadamente blindado, con una velocidad de 22 nudos, pero que iría armada con ocho cañones de calibre 380 mm. Los tres diseños preparados en 1925 —"II/30", "IV/30", y "V/30"— estaban armados con seis cañones de calibre 300 mm, pero estarían dotados con distintos niveles de protección. La Reichsmarine optó finalmente por cañones de 280 para evitar provocar a los aliados y además aliviar la presión al equipo de diseño. Posteriormente la Reichsmarine convocó a una junta, y en dicha conferencia celebrada en mayo de 1925 se evaluaron los diseños; aunque los resultados no fueron concluyentes, fue de particular importancia el tema de que continuara la ocupación francesa de la zona industrial de la cuenca del Ruhr, ya que con ello se le impedía a Alemania la construcción eficiente en sus centros industriales de artillería de gran calibre.
Sin embargo, el personal de diseño preparó otro conjunto de diseños: El "I/35", cuyo diseño sería el de un buque fuertemente blindado con una sola torreta de triple a proa, y el "VIII/30", un buque inferiormente blindado con un montaje para dos torretas gemelas. La Reichsmarine inicialmente tenía planificado poner en grada el primero de los buques en 1926, pero los estudios de dichos diseños aún no habían finalizado. Las maniobras navales de 1926 hicieron ver al personal de diseño que la verdadera necesidad de la Kriegsmarine estaba situada en buques con una mayor velocidad, y ese mismo año, otros dos diseños fueron presentados a Zenker.
El diseño inicial de la clase Deutschland, designada como "Panzerschiff A", comenzó en 1926 y su fase de diseño concluyó en 1928. Zenker anunció el 11 de junio de 1927, ya cuando la marina se había decidido por una de las varias propuestas para los nuevos buques de guerra, la elección de la clase Deutschland como ganadora. La Reichsmarine había decidido que los nuevos buques estuvieran armados con dos torretas triples, y que éstas fuesen dotadas con cañones de calibre 280 mm.
La oposición política a los nuevos buques fue significativa, por lo cual la Reichsmarine decidió retrasar el encargo de los nuevos buques hasta después de las elecciones al Reichstag de 1928. La cuestión sobre la conveniencia de construir estos buques fue uno de los asuntos principales en dichas elecciones, particularmente para los socialdemócratas, que se opusieron firmemente a los nuevos buques con el eslogan "Comida o Panzerkreuzer." En mayo de 1928, cuando concluyeron las elecciones, había una mayoría suficiente a favor de la construcción de los buques. Esta mayoría incluía a los doce parlamentarios de los escaños ganados por el partido nazi (NSDAP) de Adolf Hitler. En octubre de 1928 fracasó un intento por parte de los comunistas de iniciar un referéndum para vetar la construcción de los buques, siendo autorizada la construcción del primero de los cruceros en noviembre de 1928.
Cuando las particularidades del diseño llegaron a conocimiento de los aliados, estos intentaron evitar que Alemania continuara con su construcción. La Reichsmarine ofreció detener la construcción del primero de los buques si era admitida una revisión del Tratado naval de Washington , con la cual se esperaba aumentar el límite de peso del casco (de 125 000 hasta las 525 000 toneladas largas en buques capitales), las cuales ya eran puestas en la práctica y permitidas a los buques del Reino Unido. Con esta modificación, se hubieran derogado de forma efectiva las cláusulas navales del Tratado de Versalles , las que limitaban duramente el poder naval alemán. Estados Unidos y Gran Bretaña eran favorables a hacer dichas concesiones a Alemania, mientras Francia rechazó permitir revisiones al Tratado de Versalles. Dado que los buques en teoría, no violaban los términos del tratado, los aliados no pudieron impedir que Alemania continuara con su construcción, ya que los límites técnicos allí impuestos no se violaban, con lo que no fue posible la aplicación de las cláusulas punitivas del acuerdo.

## Diseño

### Características generales

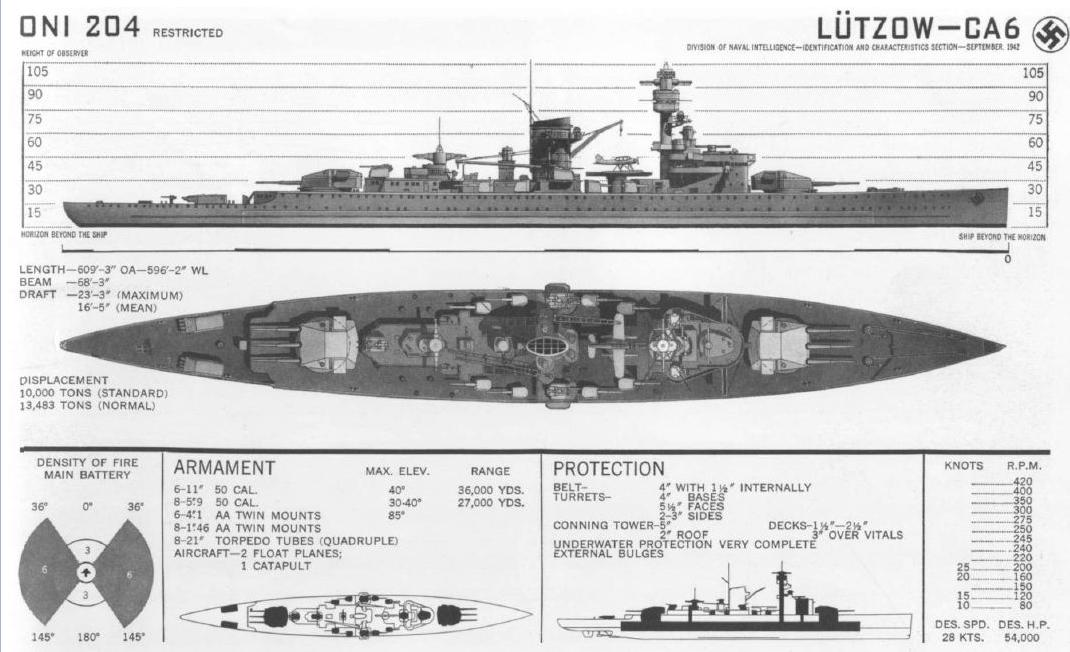
Dibujo de reconocimiento del Lützow aparecido en 1942. En él se indica que su cinturón era de 4 pulgadas de espesor, en lugar de las 3,1 pulgadas que poseía.

Los tres buques de la clase Deutschland variaban ligeramente en sus dimensiones. Los tres buques tenían una eslora en la línea de flotación de 181,70 m, y máxima de 186 m. Los Deutschland y Admiral Scheer estaban dotados de proa tipo clíper instaladas en 1940-1941; su eslora se vio incrementada hasta los 187,90 m.El Deutschland tenía una manga de 20,69 m, La del Admiral Scheer era de 21,34 m, mientras que la manga del Admiral Graf Spee era de 21,65 m. El Deutschland y el Admiral Scheer tenían un calado estándar de 5,78 m y a plena carga de 7,25 m. El calado del Admiral Graf Spee era de 5,80 m y 7,34 m respectivamente. El desplazamiento de los tres buques era mayor de lo declarado. El desplazamiento estándar creció desde las 10 600 toneladas largas para el Deutschland hasta las 11 550 para el Admiral Scheer y las 12 340 toneladas largas para el Admiral Graf Spee. El desplazamiento de los tres buques a plena carga era significativamente mayor, desde las 14 290 toneladas largas para el Deutschland, 13 660 para el Admiral Scheer, y 16 020 toneladas largas para el Admiral Graf Spee. Sin embargo se declaró oficialmenete que los tres buques fueron construidos dentro del margen de 10 000 toneladas largas que marcaba como límite el Tratado de Versalles.
Los cascos de los buques fueron construidos con marcos de acero transversales utilizando soldadura en el 90% del mismo en lugar del remachado como era habitual en esa época lo que permitió ahorrar un 15 % del peso de los mismos. Este ahorro de peso permitió aumentar el blindaje y armamento. Los cascos estaban formados por doce compartimentos estancos equipados con un doble fondo que se extendía en el 92 por ciento de la longitud de la quilla. Según diseño, estaba prevista una tripulación de 33 oficiales y 586 tripulantes. Después de 1935, la tripulación se vio aumentada hasta 30 oficiales y de 921-1040 marineros. Mientras servían como buque insignia de una escuadra, se aumentaba la tripulación con 17 oficiales y 85 marineros y con 13 oficiales y 59 marineros si servía como segundo buque insignia.
La Kriegsmarine consideró a los buques como buques con comportamiento marinero, con un balanceo ligero. Con su diseño original, se le consideraba como buques húmedos al encontrarse mar de proa, lo cual mejoró al instalarse una proa tipo clipper en 1940-1941. Los buques eran altamente maniobrables, particularmente cuando se utilizaba haciendo girar cada eje en un sentido, poniendo la mitad de los motores en reversa. La escora al hacer girar de forma brusca el barco podía alcanzar más de 13 grados. La parte baja de popa podía llegar a embarcar agua, y el equipo allí depositado se perdía frecuentemente por la borda.

### Maquinaria
Los buques de la clase Deutschlandestaban equipados con ocho motores diésel de 9 cilindros, doble acción y dos marchas construidos por MAN. La adopción de una propulsión totalmente diésel fue una evolución radical en su tiempo que contribuyó a un significativo ahorro de peso. Cada motor era controlado por transmisiones construidas por AG Vulcan.Los motores movían por parejas los dos ejes, cada uno conectado a una hélice de ø4,4 m y tres palas. Los Deutschland iban a ser equipados inicialmente con hélices de ø3,7 m sin embargo, fueron reemplazados por otras de mayor tamaño. Los motores daban una potencia de 54 000 PS que le permitían alcanzar una velocidad de 26 nudos. No llegaron a alcanzar sin embargo esta potencia en las pruebas de mar, aunque superaron la velocidad teórica que se esperaba de ellos. Las máquinas del Deutschland alcanzaron los 48 390 PS con una velocidad de 28 kn y las del Admiral Scheeralcanzaron 52050 PS y 28,3 nudos. No hay registros de potencia del Admiral Graf Spee sí que quedó constancia de su velocidad, que fue de 29,5 nudos.
El Deutschland podían portar 2750 t de fueloil; lo que les permitía una autonomía máxima de 17 400 nmi con una velocidad de 13 nudos. Un incremento en la velocidad de un nudo, reducía levemente la autonomía hasta los 16 600 nmi|. A una velocidad mayor de 20 nudos, la autonomía del buque caía hasta las 10 000 nmi. El Admiral Scheer podía portar 2410 t|lo cual le daba una autonomía menor 9100 nmi a 20 nudos. El Admiral Graf Spee podía almacenar 2500 t de combustible, lo cual le permitía una autonomía de 8900 nmi. La electricidad era proporcionada por cuatro generadores eléctricos alimentados por dos motores diésel, cuya capacidad total era de 2160 kW para el Deutschland, 2800 kW para el Admiral Scheer, y 3360 kW para elAdmiral Graf Spee, todos a 220 voltios. la dirección era controlada por un único timón.

### Armamento

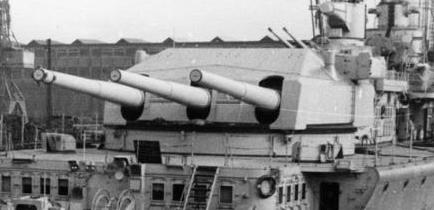
Cañones de popa del Lützow.

Los tres buques de la clase Deutschland estaban armados con una batería principal compuesta por seis cañones navales de 283 mm SK C/28 montados en dos torretas triples, uno a proa y otro a popa de la superestructura y sobre la línea de crujía . La torreta permitía una elevación de los cañones de 40 grados, así como apuntarlos hasta 8 grados por debajo de la horizontal. Esto, proporcionaba a los cañones un alcance máximo de 36 475 m. Los cañones disparaban proyectiles con un peso de 300 kg con una velocidad inicial de salida de 910 m/s. Estas armas disponían de un suministro total de 630 proyectiles, que fue incrementado posteriormente hasta los 720 disparos.
La batería secundaria estaba compuesta por ocho cañones de 150 mm SK C/28, cada uno en un montaje simple MPLC/28 dispuestos a mitad del buque. Estos montajes, podían disparar con un ángulo vertical de entre 35 grados sobre la horizontal hasta 10 grados por debajo de la horizontal, con un alcance máximo de 25 700 m. Estos cañones, disponían de un total de 800 proyectiles, incrementados posteriormente a 1.200. Los proyectiles, de 45,3 kg de peso tenían una velocidad inicial de 875 m/s. Los buques, también estaban equipados con dos montajes cuádruples de tubos lanzatorpedos de 533 mm a popa.
Su armamento antiaéreo consistía en tres cañones navales antiaéreos de 88 mm SK L/45 en montajes simples. Estos fueron reemplazados en 1935 por seis cañones navales de 88 mm SK C/31 en montajes dobles. El Admiral Graf Spee y el Deutschland fueron modificados en este aspecto en 1938 y 1940 respectivamente, con seis cañones de 105 mm L/65, cuatro cañones de 37 mm SK C/30 e inicialmente diez cañones de 20 mm Flak, el número de cañones de 20 mm del Deutschland fue incrementado a 28. El Admiral Scheer fue modificado en 1945 con seis cañones Bofors 40 mm, ocho cañones de 37 mm guns, y 33 cañones de 20 mm guns.

### Blindaje
El cinturón principal de los buques era de 80 mm a mitad del buque que se reducía hasta 60 mm a cada extremo de la ciudadela central. La proa y la popa carecían de blindaje en la línea de fotación. Este cinturón, era inclinado para incrementar sus cualidades de protección y era suplementado por un mamparo de 20 mm longitudinal. La parte superior del cinturón de los Deutschland y Admiral Scheer estaba al nivel de la cubierta blindada. En el Admiral Graf Spee, este se extendía una cubierta más arriba. La protección bajo la línea de flotación del Deutschland consistía en un mamparo antitorpedos de 45 mm; En los Admiral Scheer y el Admiral Graf Spee este mamparo se reducía a 40 mm. El Deutschland tenía una cubierta principal de 18 mm de espesor y una cubierta blindada de entre 18 y 40 mm. Los Admiral Scheer y Admiral Graf Spee tenían cubiertas principales de 17 mm de espesor y cubiertas blindadas de entre 17 y 45 mm. El blindaje de la cubierta del Deutschland y del Admiral Scheer no se extendía por toda la anchura del buque pasa reducir el peso; este problema, fue corregido en el Admiral Graf Spee. Del mismo modo, los mamparos antitorpedos del Deutschland y del Admiral Scheer terminaban dentro del doble fondo mientras que en el Admiral Graf Spee se extendían fuera del casco. La parte delantera de la torre de mando delantera tenía un espesor de 150 mm en los laterales y 50 mm en el techo, mientras que la torre de mando posterior estaba menos blindada con sólo 50 mm en los laterales y 20 mm en el techo. Las torretas de la batería principal estaban protegidas con 140 mm en los laterales y cubiertas con entre 85 y 105 mm. Los cañones de 150 mm estaban protegidos con escudos de 10 mm contra esquirlas.
El Admiral Scheer y el Admiral Graf Spee disponían de algunas mejoras en el grosor de su blindaje.Las barbetas de 100 mm de espesor en el Deutschland, alcanzaban los 125 mm en sus gemelos. También poseía alguna mejora en su correa blindada el Admiral Scheer y el Admiral Graf Spee hllegaba en su cinturón hasta los 100 mm en lugar de entre 50 y 80 mm. El blindaje de la cubierta también fue mejorado en algunas zonas con espesores de hasta 70 mm.

## Construcción

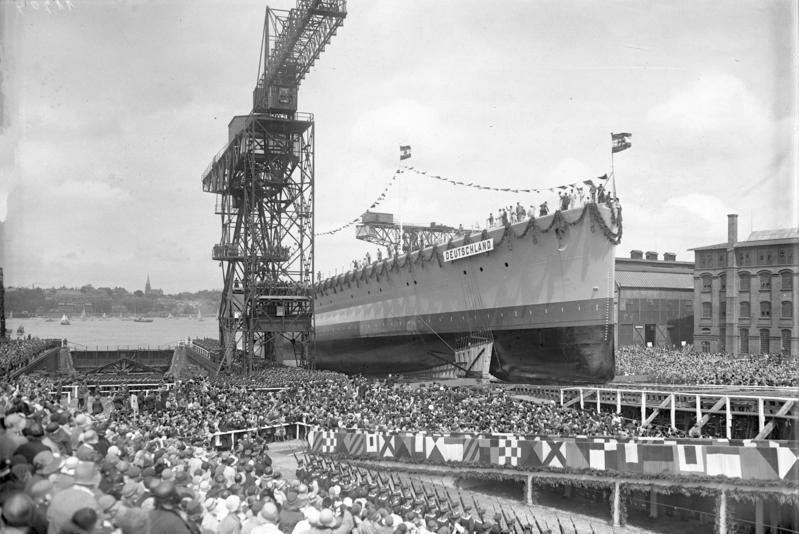
Deutschland en su botadura.

El Deutschland fue puesto en grada en los astilleros Deutsche Werke de Kiel el 5 de febrero de 1929, bajo el nombre de contrato Panzerschiff A, como reemplazo del viejo acorazado Preußen. Los trabajos comenzaron con el número de construcción 219. el buque fue botado el 19 de mayo de 1931; En el momento de su botadura, fue bautizado por el canciller alemán Heinrich Brüning. El buque, empezó a deslizarse accidentalmente por la rampa de botadura mientras Brüning daba su discurso por el bautizo del buque. Tras finalizar los trabajos, comenzó sus pruebas de mar en noviembre de 1932. El buque entró en servicio en la Reichsmarine el 1 de abril de 1933.
La oposición política a los buques continuó tras la autorización para construir el Deutschland, y la crisis política por la aprobación del segundo buque, el Admiral Scheer, se evitó sólo después de que los socialdemócratas se abstuviesen en la votación. Como resultado de la oposición a los buques, el Panzerschiff B no fue autorizado hasta 1931. El reemplazo al viejo acorazado Lothringen, no fue puesto en grada hasta el 25 de junio de 1931 en el astillero Reichsmarinewerft de Wilhelmshaven, con el número de construcción 123. El buque fue botado el 1 de abril de 1933; en su botadura fue bautizado por Marianne Besserer, hija del almirante Reinhard Scheer, en honor de quien recibía su nombre. fue completado en poco más de año y medio y el 12 de noviembre de 1934 entró en servicio en la flota alemana.
El Admiral Graf Spee, el tercer y último miembro de la clase fue ordenado por la Reichsmarine a los astilleros Reichsmarinewerft de Wilhelmshaven. Fue ordenado bajo el nombre Panzerschiff C para reemplazar al viejo acorazado Braunschweig. Su quilla fue puesta en grada el 1 de octubre de 1932, con el número de construcción 125. El buque fue botado el 30 de junio de 1934; donde fue bautizado por la hija del almirante Maximilian von Spee, en honor de quien recibía su nombre. Fue completado poco más de año y medio después y entró en servicio el 6 de enero de 1936.

## Posible conversión
Después de que Hitler diera la orden a finales de enero de 1943 de desguazar los dos buques restantes por construir , se discutió la posibilidad de convertirlos en portaviones. Los cascos se hubieran alargado 20 m utilizando 2000 t de acero y empleando el trabajo de 400 hombres. Los trabajos de conversión se estimaban en dos años. su cubierta de vuelo, hubiera sido sólo 10 m más corta que la conversión del crucero pesado clase Admiral Hipper Seydlitz, el cual había comenzado su conversión en 1942, y aún hubiera sido capaz de alcanzar 28 nudos. Este plan no llegó a iniciarse.

## Buques de la clase
| Buque             | Epónimo                               | Constructor                      | Puesto en grada      | Botado              | Asignado                | Destino                                                     | Imagen |
| ----------------- | ------------------------------------- | -------------------------------- | -------------------- | ------------------- | ----------------------- | ----------------------------------------------------------- | ------ |
| Deutschland       | Alemania                              | Deutsche Werke, Kiel             | 5 de febrero de 1929 | 19 de mayo de 1931  | 1 de abril de 1933      | Hundido en pruebas de armamento en julio de 1947            |        |
| Admiral Scheer    | Admiral Reinhard Scheer               | Reichsmarinewerft, Wilhelmshaven | 25 de junio de 1931  | 1 de abril de 1933  | 12 de noviembre de 1934 | Hundido tras ataque aéreo el 9 de abril de 1945             |        |
| Admiral Graf Spee | Vizeadmiral Maximilian, Graf von Spee | Reichsmarinewerft, Wilhelmshaven | 1 de octubre de 1932 | 30 de junio de 1934 | 6 de enero de 1936      | Echado a pique tras acción naval el 17 de diciembre de 1939 |        |

### Deutschland
El Deutschland participó en acciones significativas con la Kriegsmarine, incluidas varias patrullas de no intervención, durante las cuales fue atacado por bombarderos republicanos. Al inicio de la Segunda Guerra Mundial, se encontraba navegando en el Atlántico su, preparado para atacar al tráfico mercante Aliado. El mal tiempo entorpeció sus esfuerzos y solo consiguió hundir o capturar tres buques, tras lo cual regresó a Alemania donde fue renombrado Lützow. Después participó en la Operación Weserübung, la invasión de Noruega. Dañado en la batalla de Drøbak Sound, retornó a Alemania para efectuar reparaciones. Durante dicha navegación fue torpedeado por submarinos británicos sufriendo graves daños.
Las reparaciones fueron terminadas en marzo de 1941, y en junio el Lützow puso rumbo de nuevo a Noruega. Mientras estaba en ruta, fue torpedeado por aeronaves británicas, por lo que permaneció en reparaciones hasta mayo de 1942. Regresó a Noruega para unirse a las fuerzas desplegadas contra los convoyes aliados a la Unión Soviética. Encalló durante un ataque planeado contra el convoy PQ 17, por lo cual volvió a necesitar volver a Alemania para efectuar reparaciones. Su siguiente acción sucedió durante la batalla del mar de Barents junto al crucero Admiral Hipper, que terminó con el fracaso del objetivo de destruir el convoy JW 51B. Problemas en sus motores forzaron una serie de reparaciones que culminaron revisión completa de los mismos a finales de 1943, tras la cual permaneció en el Báltico. Fue hundido en aguas poco profundas en Kaiserfahrt en abril de 1945 por bombarderos de la Real Fuerza Aérea británica (RAF), su cubierta principal quedó dos metros por encima del nivel del agua con la quilla apoyada sobre el fondo. El Lützow fue utilizado como batería de cañones en apoyo a las tropas británicas que luchaban contra los soviéticos hasta el 4 de mayo de 1945, cuando fue inutilizado por su tripulación. Fue reflotado por la Armada Soviética en 1947, se le reportó como desguazado en los dos años siguientes según trabajos occidentales sin acceso a documentos soviéticos de la época. El historiador Hans Georg Prager examinó archivos soviéticos a comienzos de la década de 2000 en los que descubrió que el Lützow realmente fue hundido durante unas pruebas de armamento en julio de 1947.

### Admiral Scheer
El Admiral Scheer participó en las patrullas de no intervención durante la guerra civil española. Durante este despliegue bombardeó Almería tras el ataque por parte de bombarderos republicanos al Deutschland. Al comenzar la Segunda Guerra Mundial, se encontraba sometida a un reequipamiento programado. Su primera operación durante la Segunda Guerra Mundial fue una salida para atacar el tráfico mercante aliado en el Atlántico sur que se inició a finales de octubre de 1940. Durante esta operación también pasó brevemente al océano Índico. durante esta misión, hundió buques por un registro bruto total de 113 223 GTR, lo que lo convirtió en el buque capital con más éxitos contra el tráfico mercante de la guerra.
Tras retornar a Alemania, fue desplegado al norte de Noruega para atacar al tráfico mercante a la Unión Soviética. formó parte del ataque al convoy PQ-17 junto al acorazado Tirpitz; la operación fue interrumpida tras la pérdida del factor sorpresa. También participó en la Operación Wunderland, una salida al mar de Kara. Tras dicha operación retornó a Alemania a finales de 1942, donde sirvió como buque de entrenamiento hasta finales de 1944, cuando fue utilizado para apoyar operaciones en tierra contra el ejército soviético . fue hundido por bombarderos aliados el 9 de abril de 1945 y parcialmente desguazado; Los restos del pecio se encuentran enterrados bajo un muelle.

### Admiral Graf Spee
El Admiral Graf Spee realizó un entrenamiento extensivo antes de su participación en las patrullas de no intervención durante la guerra civil española entre 1936 y 1938. También representó a Alemania durante la revista por la coronación de Jorge V del Reino Unido en mayo de 1937. El Admiral Graf Spee fue desplegado en el Atlántico sur semanas antes del inicio de la Segunda Guerra Mundial en posición de atacar el tráfico mercante aliado una vez que la guerra fuera declarada. Entre septiembre y diciembre de 1939, hundió nueve buques con un total 50 089 GRT; en respuesta, Reino Unido y Francia formaron varios grupos de caza para hacer frente a dicha amenaza. Dichas fuerzas incluían cuatro portaviones, dos acorazados y un crucero de batalla.
El Admiral Graf Spee operó junto al barco de suministros Altmark. El Admiral Graf Spee se enfrentó frente a Uruguay a tres cruceros británicos en la batalla del Río de la Plata el 13 de diciembre de 1939. Infligió graves daños a los buques británicos, pero también sufrió daños que le obligaron a refugiarse en el puerto de Montevideo. Convencido por falsos informes de inteligencia de la superioridad de las fuerzas navales británicas que se acercaban y del mal estado de los motores del grupo, su comandante, Hans Langsdorff, ordenó echar a pique el buque. Langsdorff se suicidó tres días después. El buque fue parcialmente desguazado in situ, aunque una parte de él  permanece visible por encima de la superficie.